# Belo Polje (Podujevo)
Pour les articles homonymes, voir Belo Polje.
Bellopojë en albanais et Belo Polje en serbe latin (en serbe cyrillique : Бело Поље) est une localité du Kosovo située dans la commune/municipalité de Podujevë/Podujevo, district de Pristina (Kosovo) ou district de Kosovo (Serbie). Selon le recensement kosovar de 2011, elle compte 1 412 habitants, dont 1 411 Albanais.

## Démographie

### Évolution historique de la population dans la localité
| 1948 | 1953 | 1961 | 1971  | 1981  | 1991  | 2011  |
| ---- | ---- | ---- | ----- | ----- | ----- | ----- |
| 771  | 839  | 934  | 1 052 | 1 314 | 1 529 | 1 412 |

|  |